# Mortes em novembro de 2012
Mortes em 2012: ← Janeiro – Fevereiro – Março – Abril – Maio – Junho – Julho – Agosto – Setembro – Outubro – Novembro – Dezembro →
Esta é uma relação de pessoas que morreram durante o mês de novembro de 2012, listando nome, nacionalidade, ocupação e ano de nascimento.

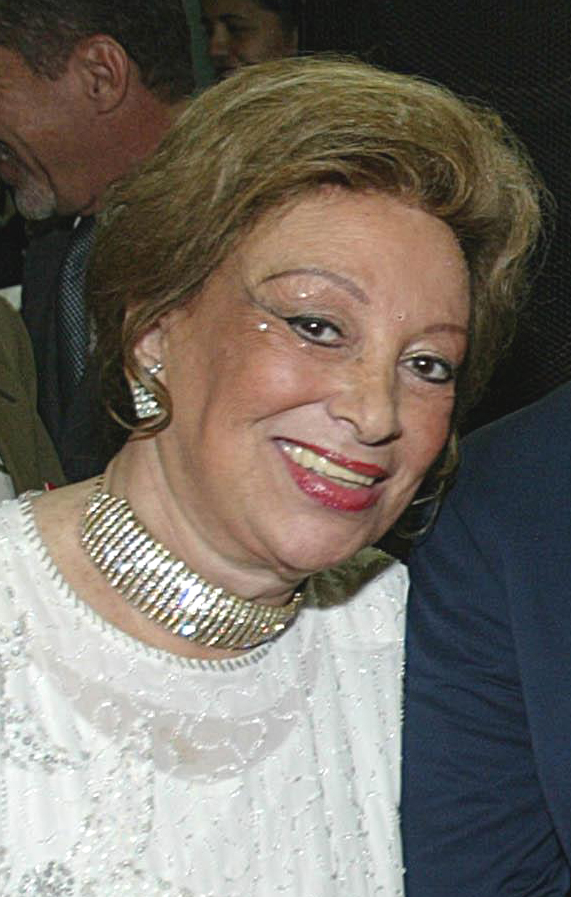
Carmélia Alves, cantora brasileira.

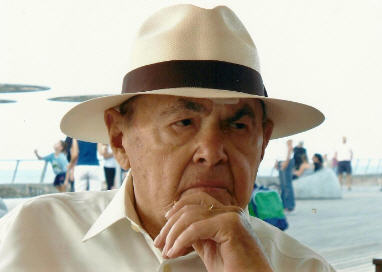
David Resnick, arquiteto israelita-brasileiro.

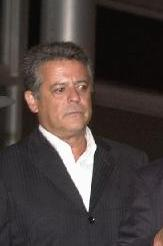
Marcos Paulo, ator e diretor brasileiro.

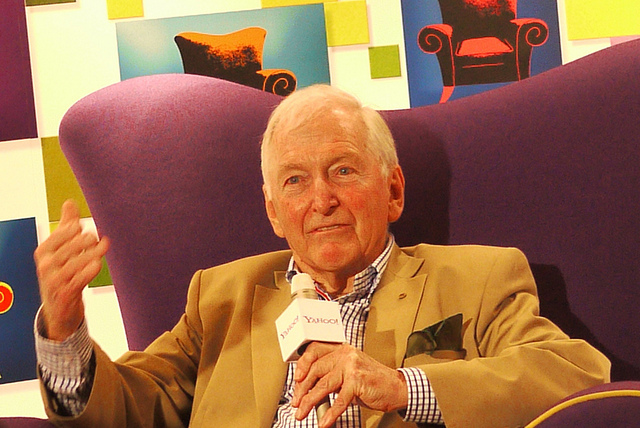
Bryce Courtenay, romancista afro-australiano.

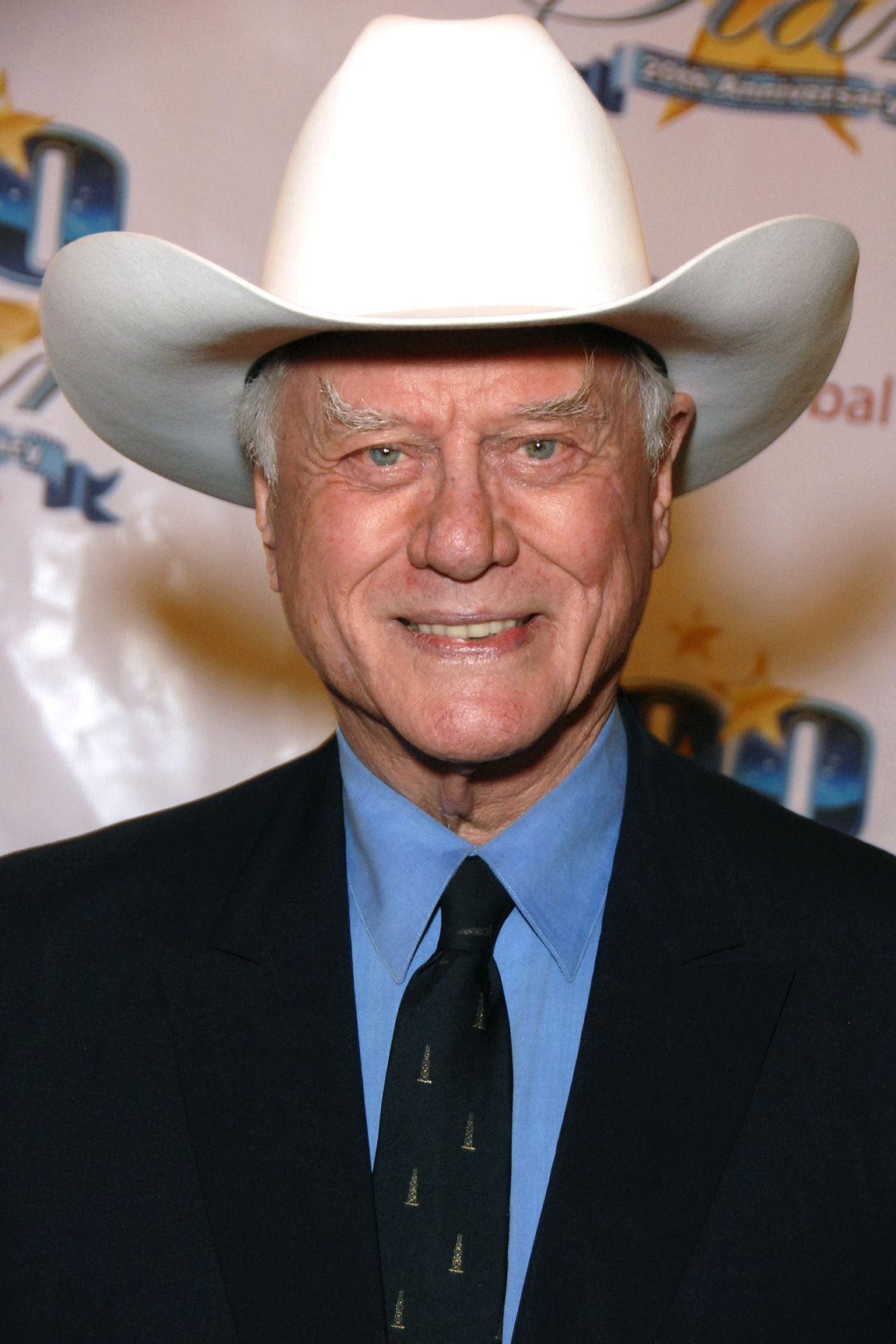
Larry Hagman, ator estadunidense.

| Dia | Nome                 | Profissão ou motivo de reconhecimento | País                 | Ano de nasc. | Ref    |
| --- | -------------------- | ------------------------------------- | -------------------- | ------------ | ------ |
| 1   | Agustín García Calvo | Escritor                              | Espanha              | 1926         | [ 1 ]  |
| 1   | Chen Zude            | Goísta                                | China                | 1944         | [ 2 ]  |
| 1   | Gae Aulenti          | Arquiteta e designer                  | Itália               | 1927         | [ 3 ]  |
| 1   | Mitch Lucker         | Vocalista do Suicide Silence          | Estados Unidos       | 1984         | [ 4 ]  |
| 1   | Pascual Pérez        | Beisebolista                          | República Dominicana | 1957         | [ 5 ]  |
| 2   | Milt Campbell        | Decatleta                             | Estados Unidos       | 1933         | [ 6 ]  |
| 2   | Pino Rauti           | Político                              | Itália               | 1926         | [ 7 ]  |
| 2   | Han Suyin            | Escritora                             | China                | 1917         | [ 8 ]  |
| 3   | Carmélia Alves       | Cantora                               | Brasil               | 1923         | [ 9 ]  |
| 3   | Thomas K. McCraw     | Historiador                           | Estados Unidos       | 1940         | [ 10 ] |
| 4   | David Resnick        | Arquiteto                             | Israel/ Brasil       | 1924         | [ 11 ] |
| 5   | Leonardo Favio       | Ator, cantor e cineasta               | Argentina            | 1938         | [ 12 ] |
| 5   | Stalking Cat         | Tatuador e artista performático       | Estados Unidos       | 1958         | [ 13 ] |
| 9   | Major Harris         | Cantor                                | Estados Unidos       | 1947         | [ 14 ] |
| 9   | Sergey Nikolsky      | Matemático                            | Rússia               | 1905         | [ 15 ] |
| 11  | Marcos Paulo         | Ator e diretor                        | Brasil               | 1951         | [ 16 ] |
| 14  | Alex Alves           | Futebolista                           | Brasil               | 1974         | [ 17 ] |
| 14  | Ahmed Jabari         | Militar                               | Palestina            | 1960         | [ 18 ] |
| 15  | Théophile Abega      | Futebolista                           | Camarões             | 1954         | [ 19 ] |
| 15  | Silveirinha          | Ator                                  | Brasil               | 1923         | [ 20 ] |
| 15  | José Song Sui-Wan    | Bispo                                 | Brasil               | 1923         | [ 21 ] |
| 16  | Aliu Mahama          | Ex-vice-presidente da República       | Gana                 | 1946         | [ 22 ] |
| 19  | Boris Strugatsky     | Escritor                              | Rússia               | 1933         | [ 23 ] |
| 20  | William Grut         | Pentatleta                            | Suécia               | 1914         | [ 24 ] |
| 21  | Austin Peralta       | Músico                                | Estados Unidos       | 1990         | [ 25 ] |
| 21  | Deborah Raffin       | Atriz                                 | Estados Unidos       | 1953         | [ 26 ] |
| 22  | Bryce Courtenay      | Escritor                              | África do Sul        | 1933         | [ 27 ] |
| 22  | Hernâni Donato       | Escritor e jornalista                 | Brasil               | 1944         | [ 28 ] |
| 22  | Jan Trefulka         | Escritor e jornalista                 | Chéquia              | 1929         | [ 29 ] |
| 23  | Nelson Prudêncio     | Atleta                                | Brasil               | 1944         | [ 30 ] |
| 23  | Larry Hagman         | Ator                                  | Estados Unidos       | 1931         | [ 31 ] |
| 24  | Héctor Camacho       | Pugilista                             | Porto Rico           | 1962         | [ 32 ] |
| 25  | Dave Sexton          | Futebolista e treinador               | Reino Unido          | 1930         | [ 33 ] |
| 26  | Joseph Murray        | Médico                                | Estados Unidos       | 1919         | [ 34 ] |
| 27  | Pascal Kalemba       | Futebolista                           | Rep. Dem. do Congo   | 1979         | [ 35 ] |
| 28  | José Maria Fidélis   | Futebolista e treinador               | Brasil               | 1944         | [ 36 ] |
| 29  | Joelmir Beting       | Jornalista e sociólogo                | Brasil               | 1936         | [ 37 ] |